# Сливница
Вижте пояснителната страница за други значения на Сливница.
Слѝвница е град в Западна България, административен център на община Сливница в Софийска област. Населението му е 6950 души (15 март 2024).
Разположен е на 525 метра надморска височина в северозападния край на Софийската котловина, на 22 km от столицата София и в близост до градовете Брезник, Костинброд, Божурище, Драгоман и Годеч.

## География
Град Сливница е разположен на площ от 187 km² в северозападната част на Софийската котловина, на 32 km от София и на 25 km от границата със Сърбия. Градът се слави със студените зимни месеци, най-вече със силните си ветрове, откъдето най-вероятно произлиза и името му (от „сливане“). Надморската височина варира от 600 до 800 m. Приблизителни географски координати на Сливница са 42° 51′ минути северна ширина и 23° 03′ източна дължина, снети от карта с мащаб 1:250 000, определят географското ѝ местоположение в Северното полукълбо и на изток от Гринуичкия меридиан.
Сливнишкото поле е „отворено“ на югоизток към София, на северозапад към Драгоман и на запад към Алдомировци. В останалите посоки то е оградено от сравнително ниски и заоблени хълмисти възвишения. Северните възвишения принадлежат към най-южните разклонения на Стара планина, южните – към северните разклонения на планинската верига Люлин – Вискяр – Завалска планина – Гребен – Влашка планина.
Софийската котловина, част от която е Сливнишкото поле, е котловинна релефна форма в границите на Краищидно-Средногорската област. Западната част на котловинната основа е хълмиста, с добре оформени кватернерни тераси. Последните са се образували през кватернерния период на незозоиската ера, приблизително преди 1 милион години.
През плиоценската епоха на незозойската ера, приблизително преди 5,3 – 2,6 млн. години, котловината е представлявала сладководно езеро, което постепенно се е запълвало с наслаги от глини, пясъци, чакъли и мергели, пренесени от оградните планини. От бивше находище на ранноплейстоценска сухоземна гръбначна фауна (някогашна взривена пещера) в хълма „Козяка“ до града са открити няколко десетки вида птици, бозайници, влечуги и земноводни. Находището се смята за едно от най-важните в цяла Европа от ранния плейстоцен.
На северозапад от град Сливница се намират ниските височини „Три уши“, „Пуклина“ и „Мека црев“, станали известни в историята с героичната битка на младата българска армия, водена от княз Александър I Батенберг (5 – 7 ноември 1885 г.) по времето на Сръбско-българската война.

## История
Погледната на топографска карта, формата на застрояване на града наподобява огледалния образ на препинателния знак „запетая“. Тази форма е в тясна зависимост от хронологията на възникване и развитие на селището. Най-напред редично, по дължината на река Криворащица, е възникнала стара Сливница (Войнишката махала), по-късно по дължината на Сливнишка река са възникнали Портарева, Горна и Адамова махала, докато централната част, т.нар. „Паланка“, е възникнала като самостоятелно селище със стражеви функции.
Битката при Сливница е голямо сражение по време на Сръбско-българската война, водено в района на град Сливница и село Алдомировци, местностите Три уши и Мека црев, в периода 5 ноември 1885 – 7 ноември 1885 г.
С Указ № 546 на Президиума на Народното събрание от 7 септември 1964 село Сливница е обявен за град.

## Население
Численост на населението според преброяванията през годините:
| \| Година на преброяване \| Численост \| \| --------------------- \| --------- \| \| 1934 \| 3639 \| \| 1946 \| 4534 \| \| 1956 \| 4862 \| \| 1965 \| 5970 \| \| 1975 \| 7950 \| \| 1985 \| 8733 \| \| 1992 \| 8455 \| \| 2001 \| 7965 \| \| 2011 \| 7665 \| \| 2021 \| 7131 \| |           |
| Година на преброяване | Численост |
| 1934 | 3639      |
| 1946 | 4534      |
| 1956 | 4862      |
| 1965 | 5970      |
| 1975 | 7950      |
| 1985 | 8733      |
| 1992 | 8455      |
| 2001 | 7965      |
| 2011 | 7665      |
| 2021 | 7131      |

## Икономика
На територията на общината има над 15 малки и средни предприятия. Основно място заемат транспортът и ремонтът на тежкотоварни и лекотоварни автомобили. Автомобилният транспорт извършва голяма част от превозите на товари и пътници на дълги и къси разстояния. Традиционно в района се добива варовик, основно в кариера „Козяк“ от фирма „Калцит“ ЕООД, производител на негасена вар. Строи се модерен завод за производство на строителни материали и консумативи.
Водещ сектор е селското стопанство като земеделието е концентрирано предимно в малки частни стопанства. Има 3 язовира, които се използват както за рибовъдство, така и през летните месеци за спортен риболов.
По-големи компании на територията на общината
- „Мото-Пфое“ – официален вносител на автомобили Ford, Volvo, Land Rover, Jaguar, складова база в строеж;
- „БЪЛГЕРИЪН ТРАК СЪРВИС“ ООД – център за ремонт и комплексно обслужване на транспортни средства.
- „Калцит“ ЕООД – производител на негасена вар;
- „ПЛЕНА България“ – дъщерна фирма на шведската компания PLENA Holding. Притежава завод за негасена вар в местността „Пуклина“, намиращ се в района на местността Три уши;
- „Сливница 1968“
- „БКС-Сливница“ ООД – частна строителна компания;
- „КОЛОР 93 – МС“ ООД – основен производител в България на мазилката „КОЛОР КИТ“ („испанска стена“), както и строителни лепила за топлоизолационни системи;
- АЛФАПАК – най-новата фабрика в Община Сливница, специализирана в екологичното производство на опаковки от хартия, хартиени чаши и др.

## Инфраструктура
Сливница е разположена на автомагистрала „Европа“ (Е80) от Лисабон през София за Истанбул. Край града има три важни пътни възли – „Сливница-1“ и „Сливница-2“. През града минава и основната железопътна артерия Мюнхен – София – Истанбул. Има пътни връзки с град Перник (Сливница – Брезник – Перник) и Северна България (Сливница – Опицвет – Беледие хан – проход Петрохан – Берковица).

## Култура

### Военен клуб
Историята на Военен клуб – Сливница е тясно свързана с историята на 25-и Драгомански пехотен полк и Първа пехотна софийска дивизия. През месец май 1921 г. село Сливница е предложено за постоянен гарнизон на Драгоманската дружина, която трябва да напусне Цариброд по силата на пагубния за България Ньойски договор от 1919 г.
През 1924 г. за командир на дружината е назначен подполковник Петър Ковачев. Негова е заслугата за построяването на сградата на Гарнизонното офицерско събрание, както се е наричал тогава Военният клуб. Мястото за строеж било подарено от родолюбивия сливничанин Павел Цветков през месец август 1925 г. Запазено е благодарствено писмо на дружинния командир до дарителя, заведено под № 2661 / 22.08.1925 г., в което се казва:
| „ | От името на офицерите от гарнизона Ви благодаря за готовността Ви да подарите за целта нужното място и Ви моля да определите деня, когато ще можете да бъдете между нас, за да се определи мястото и извършат формалностите по подаряването | “ |

За около година и половина е построена съществуващата днес сграда на клуба с киносалон – едно истинско украшение за Сливница по онова време. С построяването на сградата както пред офицерите от гарнизона, така и пред сливничани се открива възможността да ходят на кино, да провеждат събранията си на подходящо място.
В чест на 110 г. от Съединението на България и Сръбско-българската война от 1885 г. в една от залите на Военен клуб – Сливница е открит музей на Първа пехотна софийска дивизия. Военен клуб Сливница както в миналото така и днес играе значителна роля в задоволяване на информационните и културните потребности на военнослужещите и гражданите от региона.
Към настоящия момент клубът е затворен. Експозицията се намира в НИМ в София.

### Църква „Св. св. Кирил и Методий“
Най-старата обществена сграда в града е храм „Св. св. Кирил и Методий“. Строежът му е довършен през 1879 г., когато на 11 май е осветен. Днес в храма служи отец Георги.

### Паметник костница
През 1935 г. е започнато строителството на паметник костница в памет на загиналите в Сливнишката битка (ноември 1885 г.), както и във войните от периода 1912 – 1918 г. Височината му е 20 метра, а в предната източна част е поставена скулптурна композиция на двама български воини, единият от които е ранен. Върху западната част на монумента е поставен полски топ, насочен символично на запад. Паметникът е открит през 1938 г. от цар Борис III. До 2005 г. паметникът на „Новото гробище над Сливница“ е част от 100 национални туристически обекта.
В основите на паметника е поставена стъклена капсула, в която е оставено послание към поколенията със следния текст:
| „ | Днес 10 ноември, 1938 лето, през мъдрото царуване на Борис III – цар на всички българи, и нейно величество царица Йоанна, милостива царица на българите, всред площада на покритото с вечна слава село Сливница, се положи основният камък за увековечаване на безсмъртните покойници – паднали за величието на българското племе, паднали през войните от 1885, 1912, 1913, 1915, 1918 г. | “ |

### Спорт
- Основна статия: ФК Сливнишки герой (Сливница) – футболен клуб СГ
- Основна статия: ВК Сливнишки герой (Сливница) – волейболен клуб СГ
- Основна статия: БК Сливнишки герой (Сливница) – несъществуващ вече баскетболен клуб

Преди да се разпадне в началото на 90-те години на ХХ век, Спортното дружество Сливнишки герой развива различни видове спорт, сред които футбол, вдигане на тежести, баскетбол, хандбал, лека атлетика, шахмат и др.
Към април 2022 годинаː
- Общински шахматен клуб „Сливнишки герой“. Организатор на ежегодният шахматен турнир „Сливница Опен“.[8]
- Футболен клуб Сливнишки герой е участник в ЮЗ Трета лига на България. През 2023 година ще празнува 100 годишен юбилей. Старши треньор към април 2022 г. е Петър Малинов.
- Волейболният клуб Сливнишки герой – мъже, участва в най-високото ниво на волейболното първенство – ЕФБЕТ Супер лига на България. Старши треньор е Мартин Стоев.
- Хандбален клуб „Сливница“ е участник в първа хандбална лига на България – жени. Старши треньор е Мариела Иванова.
- Клуб по конен спорт Сливнишки герой (Сливница) – многократен шампион на България по прескачане на препятствия. Треньор е Боян Цанев.[9]

- ЕК Сливнишки герой – клуб по конен спорт и прескачане на препятствия
- Шахматен клуб Сливнишки герой
- Хандбален клуб Сливница
- Волейболен клуб Сливнишки герой
- Футболен клуб Сливнишки герой

### Редовни събития
- 24 май – празник на града
- Турнир по ускорен шахмат „Сливница Оупън“ – първоначално се провежда всяка година в съботата преди Великден, а в последните години се провежда около празника на града „24 май“. Организиран е от шахматен клуб „Сливнишки герой“.
- От 20 години през месец октомври подофицерско дружество „Гургулят – потомци“ провежда национален туристически поход-поклонение „По алеята на безсмъртието – Сливница 1885“. Целта на похода е участниците в него да минат по стъпките на участниците в Съединението на България.
- Ежегоден театрален фестивал – „Европейски фестивал на пътуващия театър – гр. Сливница“.

## Известни личности
- Младен Василев – бивш футболист, нападател, национален състезател, участник в 10-о световно първенство по футбол – Германия 1974.
- Даниела Йорданова – лекоатлетка, двукратен участник на Летни Олимпийски игри (Сидни 2000 и Атина 2004), двукратна бронзова медалистка от световни първенства (на открито в Осака’07 и на закрито във Валенсия’08) и от европейското в Гьотеборг’06, носителка на 7 национални рекорда, почетен гражданин на Сливница от 2006 година.
- Велизар Шуманов – директор на оркестър „Изгрев“, една от най-известните и популярни балкански групи в САЩ.
- Майер Франк – професор в Музикалната академия – пиано
- Александър Хаджийски – диригент на хорова студия „Пионер“, почетен гражданин на Сливница – посмъртно (2011)
- Симеон Георгиев – художник
- Доц. д-р, инж. Биляна Кръстанова – ръководител катедра „Геология“ към Минно-геоложки университет гр. София
- Георги Кирилов – поет
- Светолик Милчич – историк и писател, почетен гражданин на Сливница (2011)
- Мартин Маринков – европейски и световен шампион по бойно самбо в категория над 100 kg от игрите в София и Вилнюс (Литва) 2011.
- Райко Любенов – педагог и фолклорист, почетен гражданин на Сливница – посмъртно (2011)
- Проф. д-р Маргарита Апостолова – български учен, изследовател, ръководител на лаборатория по медико-биологични изследвания към Института по молекулярна биология на Българската академия на науките
- Михаил Паунов – български революционер от ВМОРО, четник на Лука Иванов[10]
- Трендафил Стойчев – първият заслужил майстор на спорта в България
- Григор Григоров – български автомобилен състезател, шампион на България в шампионатите HYUNDAI Racing Trophy и V1 CHALLENGE TEAM за 2015 година.

## Побратимени градове
- Русия Красногорск
- Сърбия Бабушница
- Испания Редондела

## Други
В чест на Сливнишката битка в България почти няма град, който да не притежава булевард или улица, наречени на Сливница.
В София, една от основните транспортни артерии на града е булевард в София (Карта), а във Варна булевард „Сливница“ съществува от ноември 1888 г.
На името на град Сливница е наречена сливнишката горска чучулига Lullula slivnicensis – фосилен вид от находището „Козяка“ край града отпреди 1,90 млн. г.